# Barrage de Caramany
Le Barrage sur l'Agly (improprement appelé Barrage de Caramany) est un barrage situé en France. Il soutient le lac de Caramany, mais se situe sur le territoire de la commune de Cassagnes (Pyrénées-Orientales). Son étendue affecte quatre communes : Ansignan, Caramany, Cassagnes et Trilla.

## Historique
Mis en service en 1994, le coup d'envoi des travaux avait été fait le 23 décembre 1988, en présence notamment de Jacques Blanc, président de région, et René Marquès, président du Conseil général.

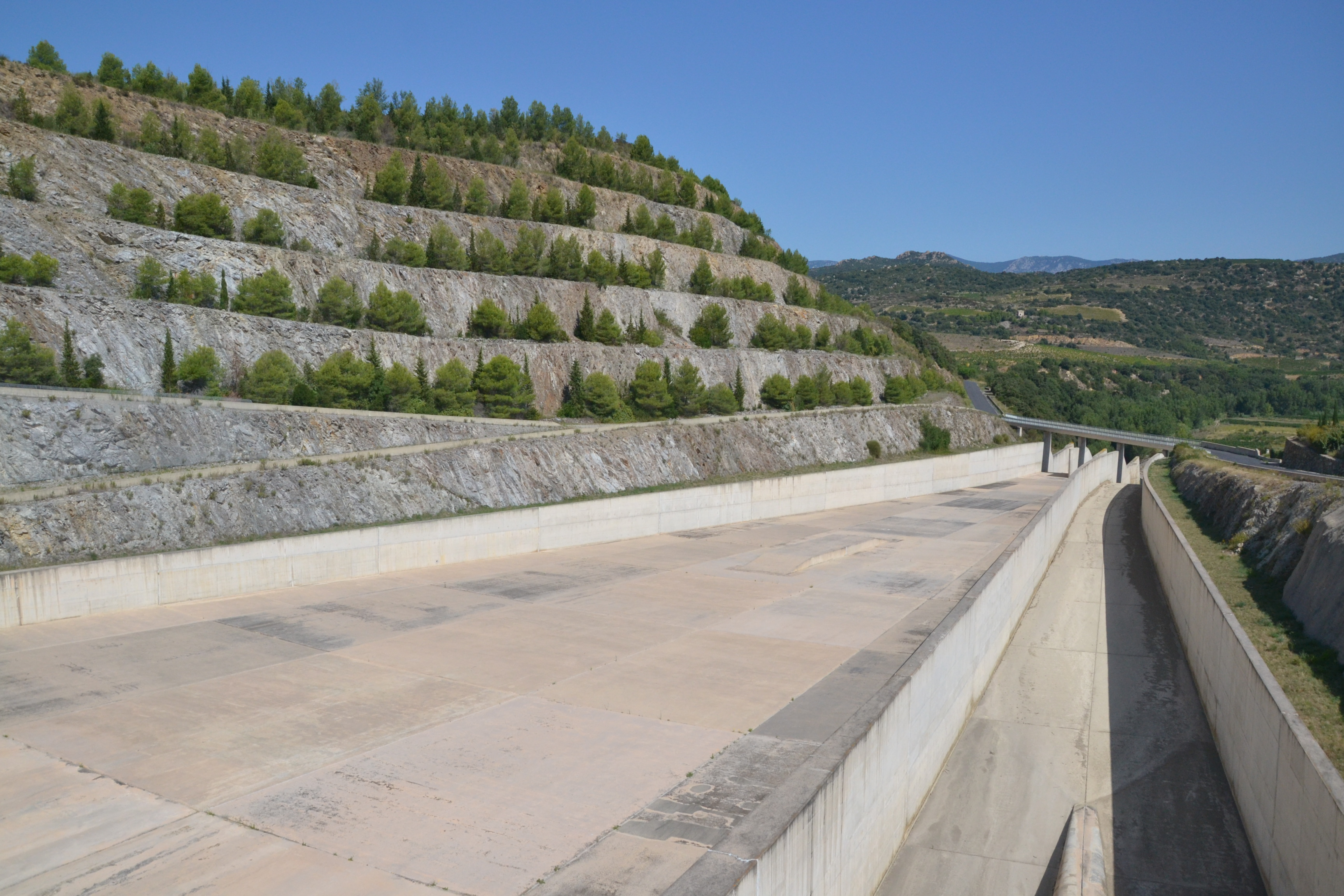
Le déversoir des crues.

Ses vocations initiales sont l'écrêtement des crues de l'Agly, et la constitution d'une réserve pour l'irrigation de la plaine. En 2013, une enquête publique s'est tenue sur l'opportunité de l'installation de deux turbines de 2,3 MW pour la production hydroélectrique. Un avis favorable a été donné.
La centrale, construite en 1994 est équipée de deux turbines Francis. Elle ne sera mise en service que bien plus tard et produira  d'octobre 2015 au 19 décembre 2017, date de son arrêt "pour cause de fiscalité disproportionnée". 
Le Conseil départemental des Pyrénées-Orientales, propriétaire, engage une procédure au tribunal administratif, jusqu'en Conseil d'Etat et obtient gain de cause le 29 juin 2020. La production d'hydroélectricité pourra alors reprendre même si le barrage garde pour vocations prioritaires : l'irrigation et l'écrêtement des crues.
La tempête Gloria de janvier 2020 a mis en service, pour la première fois, le grand déversoir. 

## Caractéristiques principales du barrage
- Barrage en remblai et enrochements (950 000 m3) avec coupure étanche centrale et galeries[4].
- Hauteur de 57 m au-dessus du terrain naturel avec une largeur de 254 m à sa base.
- Altitude de la crête du barrage : 184,00 m NGF avec une largeur de 10 m.

## Caractéristiques principales de la retenue
- Cote retenue normale : 165 m NGF en Automne et en Hiver (pertuis vanné ouvert).

170 m NGF au printemps et en été (pertuis vanné fermé). 
- Volume utile : 27,50 Mm3 sous 170 m NGF.
- Cote des PHE exceptionnelles : 180,50 m NGF pour Q5000 avec volume stocké de 51 Mm³.
- Volume disponible en automne-hiver pour l’écrêtement des crues : 30,5 Mm³.
- Volume disponible en printemps-été pour l’écrêtement des crues : 23, Mm³.

## Ouvrages d’évacuation des crues et capacités
- Pertuis vanné (l= 7,00 m x h= 4,80 m ) calé à 165 m NGF : 455 m³/s.

La vanne fonctionne en tout ou rien (barrage écrêteur passif). Totalement ouverte du 1er octobre au 31 mars puis fermée à partir du 1er avril. 
- Pertuis libre (l= 6,00 m) calé à 170 m NGF : 420 m³/s.

Les deux pertuis permettent d'écrêter les crues.
- Déversoir libre principal (l=  65 m) calé à 174,50 m NGF : 1980 m³/s.
- Prises d’eau étagées (tour) : 6 m³/s
- Vidange de fond : 70 m³/s
- Dimensionnement pour une crue de sûreté de période de retour 5000 ans.
- Barrage écrêteur passif.

Capacité d’écrêtement très variable selon l’importance et la saison de l’événement.